# Muzeul Fotbalului din București
Muzeul Fotbalului este un muzeu privat din București, inaugurat în noiembrie 2022.
Acest muzeu adăpostește o colecție care cuprinde câteva sute de obiecte precum: obiecte rare ce au aparținut marilor legende, tricouri purtate ale fotbaliștilor români și internaționali (precum Diego Maradona la CF Barcelona), colecții dedicate arbitrilor, colecții dedicate fotbalului feminin, informații despre evoluția mingii de fotbal de la Cupa Mondială din 1930 până în prezent.
Muzeul Fotbalului este alcătuit din două clădiri, cu o suprafață totală de 1.500 m², dispuse pe 5 etaje și este certificat de Ministerul Culturii.